# Municipio de Harris (Illinois)
El municipio de Harris (en inglés: Harris Township) es un municipio ubicado en el condado de Fulton en el estado estadounidense de Illinois. En el año 2010 tenía una población de 368 habitantes y una densidad poblacional de 4,14 personas por km².

## Geografía
El municipio de Harris se encuentra ubicado en las coordenadas 40°29′54″N 90°23′36″O / 40.49833, -90.39333. Según la Oficina del Censo de los Estados Unidos, el municipio tiene una superficie total de 88.95 km², de la cual 88,55 km² corresponden a tierra firme y (0,45 %) 0,4 km² es agua.

## Demografía
Según el censo de 2010, había 368 personas residiendo en el municipio de Harris. La densidad de población era de 4,14 hab./km². De los 368 habitantes, el municipio de Harris estaba compuesto por el 97,01 % blancos, el 0,54 % eran amerindios, el 0,27 % eran de otras razas y el 2,17 % eran de una mezcla de razas. Del total de la población el 1,09 % eran hispanos o latinos de cualquier raza.